# Gloria Ramirez
Gloria Ramirez (Riverside, Kalifornia, 1963. január 11. – Riverside, 1994. február 19.) kaliforniai nő, akit a médiában (az Amerikai Egyesült Államokban), az 1990-es évek közepétől kezdődően mérgező hölgynek is neveztek, miután 1994-ben a Riverside Megyei Általános Központi Kórházban dolgozók közül 23-an megbetegedtek azt követően, hogy kezelték, megközelítették őt, vagy miután kézbe vették a kémcsőben levett vérét. Gloria Mexikói bevándorló volt, aki a háztartás vezetése és két gyermeket nevelése mellett önkéntesként dolgozott egy általános iskolában.
Ez az esete szolgált alapjául az X-akták című amerikai tv-sorozat egyik epizódjának, a Grace klinika című tv-sorozat egyik részének, a Discovery TV Csatorna egyik műsorának melynek „Az új detektívek” volt a címe. A CH4 (londoni 4-es televízió csatorna) 1995-ben készített egy dokumentumfilmet az esetről, Glória toxikus halála címmel, továbbá foglalkozott vele a Discovery TV Csatorna 2012-ben a „Para? Normális?” című tv-sorozat „Több orvosi rejtély” című részében is.  E történetet felhasználták a „Büdös bomba” című film egyik epizódjában, melynek „Emlékek” volt a címe, és a „Törvény és elrendelés” című amerikai tv-sorozat egyik részében is. A Ramirez rosszulléte illetve halála kapcsán történt eseményeket a Houck és Siegel's féle (az orvostudomány alapjait taglaló) igazságügyi orvostani kézikönyvben is ismertették a szerzők, egy rövid esetbemutatás részeként, a nagyobb kihívást jelentő esetek során történő szakértői konzultáció szükségességének hangsúlyozása céljából, tanulságos példa gyanánt.

## A sürgősségi ellátóban történt események
1994. február 19-én délután körülbelül 20:15-kor Ramirezt aki előrehaladott méhnyakrákkal küzdött, mentősök a Riverside Megyei Általános Kórház sürgősségi ellátó helységébe szállították. Ramirez mentálisan súlyosan zavart állapotban volt, felgyorsult szívveréssel és Cheyne–Stokes légzéssel küzdött.
A sürgősségi ügyeleten dolgozó orvosok, azért, hogy megnyugtassák egy több (a benzodiazepinek gyógyszercsaládjába tartozó) gyógyszerből álló (diazepamot, midazolamot és lorazepamot egyaránt tartalmazó) injekciókeveréket adtak be neki. Majd amikor világossá vált, hogy Ramirez rosszul reagált a kezelésre, az orvosok defibrillátor alkalmazásával próbálkoztak; ezen a ponton több szemtanú megfigyelte, hogy egy olajos fényű bevonat jelent meg Ramirez testén, mely az egész testén szétterjedt. Valamint néhányan felfigyeltek egy gyümölcsillatra és egyben fokhagymaszagra emlékeztető aromára, amelyről úgy gondolták, hogy Ramirez szájából jött ki. Egy képzett nővér, Susan Kane, aki megpróbált vért venni az asszony karjából, ammóniaszerű szagot érzett, amely szerinte a kémcsőből származó kipárolgás szaga volt. Ezt követően Kane rosszul lett, és odaadta a kémcsövet Julie Gorchynskinak, egy rezidens orvosnak, aki a vérmintában úszó, barna színű kicsapódott részecskéket vett észre. Ekkor Kane elvesztette az eszméletét, elájult és átvitték egy másik helyiségbe. Ez után hamarosan Gorchynskinak hányingere lett. Szédülésről panaszkodva elhagyta a sürgősségi helyiséget, majd a nővérszobában leült. A munkatársak megkérdezték tőle, hogy jól van-e, de mielőtt válaszolni tudott volna, ő is elájult. Ez követően Maureen Welch, egy lélegeztető-specialista orvos segédkezett – aki asszisztált Ramirez lélegeztetésében –, és ő volt a harmadik, aki elájult.
A kórház vezetősége a kialakult helyzetről értesülve, elrendelte a sürgősségi helyiség kiürítését és a betegek elszállítását a kórházból. Ezt követően még több orvos és kórházi dolgozó lett rosszul. Végül összesen 23 ember betegedett meg (többségük kórházi dolgozó), ebből öt kórházba került. Este 20:50-kor, 45 perccel a defibrilláció alkalmazását követően, Ramirezt halottá nyilvánították. A halál okaként vesekárosodást jelöltek meg, melyet a rákbetegségével hoztak összefüggésbe.

## Megbetegedések
Azok a dolgozók, akik rosszul lettek később, bizarr és ijesztő betegségtüneteket észleltek magukon, majd különféle betegségek alakultak ki a szervezetükben. Maureen Welch az eset után kórházba került, többször is leállt a légzése, emlékezetkiesése és beszédzavara lett. Gorchynski volt a legrosszabbul: hepatitiszt, hasnyálmirigy-gyulladást kapott és avaszkuláris csontelhalás alakult ki nála.

## Kivizsgálás
Az esetet követően egy vegyvédelmi ruhákba öltözött csapatot küldtek Gloria kórházi szobájába, akik megvizsgálták az orvosi eszközöket, levegőmintát vettek és bezsákolták Gloria holttestét. Majd alapos vegyi elemzést végeztek. Gloria vérmintáit nem tudták megvizsgálni, mert azt időközben a kórházi személyzet megsemmisítette. Ezt követően a megyei egészségügyi hivatal két szakértőt bízott meg az ügy kivizsgálásával. Ana Maria Osorio és Kirsten Waller kikérdezte azokat a kórházi dolgozókat aki ott dolgoztak a sürgősségi osztályon február 19-én. A kikérdezéshez standardizált kérdőívet használtak. Osorio és Waller azt találta, hogy a sürgősségi osztályon dolgozók esetében számos tünet fejlődött ki. Többek között a koncentrálóképesség romlása, légszomj és az izomgörcsök megjelenése voltak azok a tünetek, melyek legtöbbször fordultak elő a kikérdezetteknél. Megállapították, hogy a legalább két láb távolságon belüli Ramirez környezetében történő tartózkodás, vagy a tőle származó vérmintát tartalmazó kémcső kézbevétele magas kockázati tényezőt jelentett a rosszullét tekintetében. De megállapították, hogy más tényező nem volt összefüggésbe hozható a tünetekkel. Véleményük szerint nem valószínű, hogy a rosszulléteknek köze van bármiféle olyan mérgező kipárolgáshoz, mely Ramirez testéből származott.
A felmérésből az is kiderült, hogy azok között, akik rosszul lettek, több volt a nő, mint férfi, valamint az, hogy a rosszul lett kórházi dolgozók vérképe normális értékeket mutatott. Végül az volt a véleményük, hogy a kórházi dolgozók rosszullétét tömeghisztéria okozta.

## Elméletek

### Tömeghisztéria
A mérgezés-, illetve fertőzéselmélet ellen szólt az a tény, hogy nem mindenki betegedett meg azok közül, akik Ramirez környezetében tartózkodtak, például a mentősök, akik szállították Gloriát, nem lettek betegek. A megye vezetőinek végső következtetése, illetve véleménye szerint a történtek oka tömeghisztéria volt. Gorchynski tiltakozott a tömeghisztéria-magyarázat ellen, és tiltakozását többek között azzal az érveléssel támasztotta alá, hogy soha sem volt a múltban semmilyen olyan pszichológiai problémája, mely arról tanúskodna, hogy képzelt betegségekre vagy tömeghisztériára volna hajlamos. Megbetegedését követően Gorchynski két hetet töltött intenzív osztályon légzési nehézségekkel, májgyulladással valamint avaszkuláris nekrózissal, amely a térdeiben fejlődött ki. Annak érdekében, hogy tisztázni tudja a helyzetét, felvette a kapcsolatot Susan Kaneel és a Lawrence Livermore Nemzeti Laboratórium tudósaival.

### A DMSO lehetséges szerepe
A Livermore laboratórium tudósai előálltak egy teóriával, amelyet arra alapoztak, hogy Ramirez egy dimetil-szulfoxid (DMSO)-t tartalmazó gélt használt, amely olyan erős zsíroldó tulajdonságokkal rendelkező oldószer, amelyet otthon használható fájdalomcsillapító gélkészítmények összetevőjeként is használnak, amelyek gyógyszertárakban vény nélkül kaphatóak. A DMSO-t (tartalmazó készítményeket) használók gyakran (a külsőleg történő használatot követően jelentkező) fokhagyma ízére emlékeztető ízről számolnak be. A Livermore tudósai úgy gondolták, hogy a DMSO-elmélet magyarázatot adhat a zsíros, gélszerű anyag megjelenésére is, amely a szemtanúk beszámolói szerint Gloria testén megjelent, majd bevonatot képezve a testén szétterjedt. A Livermore laboratórium tudósainak elmélete szerint Ramirez testében azért halmozódott fel a DMSO, mert a veseelégtelenség miatt nem tudott kiválasztódni, majd a mentősök által adagolt oxigén Gloria testében reakcióba lépett a DMSO-val, és így dimetil-szulfon (DMSO2). DMSO2 jött létre, amelyről közismert, hogy szobahőmérsékleten kristályosodik és a kikristályosodott részecskéket megfigyelték abban a kémcsőben, amelyet a Ramireztől levett vért tartalmazta. A Livermore tudósai azt feltételezték, hogy a hőmérsékletváltozás, amely Ramirez testében lezajlott, hozzájárulhatott ahhoz, hogy a DMSO2 átalakuljon DMSO4-é.
A elektromos áram, amelyet Gloria a sürgősségi defibrilláció kezelést során kapott, a DMSO-elmélet szerint szintén hozzájárulhatott a DMSO2 átalakításában dimetil-szulfáttá (DMSO4), amely erősen mérgező gáz, és véleményük szerint, magyarázatot adhat a kórházi személyzet tüneteire. A DMSO-elméletet többen megkérdőjelezték. Főképp arra az érvre alapozva, hogy ezt az elméletet nem támasztotta alá semmilyen kémiai szakirodalom, ezért a szkeptikusok valószínűtlennek tartották.

### Metamfetaminmérgezés
Susan Goldmsmith elmélete szerint lehetséges, hogy valamelyik kórházi dolgozó titkos droglabort üzemeltetett a sürgősségi osztályon, és a dolgozók a metamfetaminkészítéshez felhasznált mérgező anyagoktól lettek rosszul. Ugyanis akkoriban Kalifornia volt a világ metamfetaminközpontja. Azidőtájt történt (és ezt a helyi sajtó is megírta), hogy több esetben találtak droglaborokat helyi közintézményekben, többek közt óvodákban, bölcsődékben is.

## Végkövetkeztetés és temetés
Két hónappal Ramirez halálát követően a bomlási folyamat szempontjából rossz állapotban lévő testet még egyszer megvizsgálta egy független igazságügyi orvosszakértő, mielőtt Ramirezt eltemették volna. Riverside Megye Halottkémi Hivatalának szakértői támogatták a Livermore tudósainak DMSO-elméletére alapozott végkövetkeztetését, mint egy lehetséges okot, ami a kórházi dolgozók tüneteit okozhatta. Ramirez családja ezzel nem értett egyet. A Ramirez család által megbízott patológus nem tudta megállapítani a halál okát, a szív hiányában és mert időközben egyéb szervek is szennyezetté váltak és a bomlási folyamat előrehaladottsága miatt a test már rossz állapotba került. Tíz héttel halála után, Riverside városban temették el Gloriát, egy jelöletlen sírba az Olivewood emlékpark területén.

## A DMSO-elmélettel kapcsolatos viták
A DMSO-elmélet eredetileg Patrick M. Granttól származott, aki a Livermore Tudományos Igazságügyi Központ munkatársa volt.
A DMSO-elméletet a DMSO-gyártók határozottan cáfolták. Később laboratóriumi körülmények között próbálták ellenőrizni ennek az elméletnek a hitelességét. E kísérletek során nem sikerült igazolni a DMSO-elmélet helytállóságát.
Minden amit Grant konklúzióként levont erről az incidensről azt professzionális igazságügyi orvostani szakértők, kémikusok, és toxikológusok szakvéleményén alapul. E szakvéleményről szóló cikket a Nemzetközi Igazságügyi Orvostan című folyóiratban jelentették meg 1997-ben. Az első kiadott cikk részletekben bővelkedő módon írta le annak a kémiai reakciónak a feltételezett mechanizmusát, mely során a dimetil szulfát először dimetil szulfoxiddá, majd dimetil szulfonáttá alakult át. A második kiadás közleménye további kiegészítéseket tartalmazott a feltételezett kémiai forgatókönyvvel, valamint az ügy szociológiai vonatkozásaival kapcsolatosan is.

## Fordítás
- Ez a szócikk részben vagy egészben a Gloria Ramirez című angol Wikipédia-szócikk fordításán alapul.  Az eredeti cikk szerkesztőit annak laptörténete sorolja fel. Ez a jelzés csupán a megfogalmazás eredetét és a szerzői jogokat jelzi, nem szolgál a cikkben szereplő információk forrásmegjelöléseként.